# Dywizja Szturmowa Rhodos
Dywizja Szturmowa Rhodos (niem. Sturm-Division Rhodos) – jedna z niemieckich dywizji z okresu II wojny światowej.
Utworzona w maju 1943 roku; w jej skład weszły jednostki stacjonujące na wyspie Rodos i innych wyspach Morza Egejskiego (głównie oddziały forteczne) oraz resztki 999 Lekkiej Dywizji Afrykańskiej (które nie mogły zostać przetransportowane do Tunezji). Dywizja podlegała Grupie Armii E. W październiku 1944 roku w okolicach Belgradu dywizja została włączona w skład Dywizji Grenadierów Pancernych Brandenburg, a sztab posłużył do utworzenia IV Korpusu Pancernego. Dywizją dowodził generał-porucznik Helmuth Kleemann.

## Skład
- Pułk Szturmowy "Rhodos"
- 999 Pancerny Batalion Rozpoznawczy
- Batalion Pancerny "Rhodos"
- IV dywizjon 999 Pułku Artylerii
- Kompania Artylerii Przeciwlotniczej "Rhodos"
- 999 Kompania Pionierów
- Pancerna Kompania Łączności "Rhodos"
- jednostki zaopatrzeniowe